# 夏霏
夏霏（1980年8月8日—），臺灣女作家。12歲開始創作小說並於報章刊登，17歲出版第一本作品集《夏霏絮語》，2005年開始密集出版小說與繪本，以及電視小說，如：《米可，go》、《放羊的星星》、《死神少女》、《飛越龍門客棧》等作品。2008年起開始耕耘全省校園演講，每年邀約近一百場。曾獲倪匡文學獎、台北公車捷運詩文獎，喜菡文學獎小說組冠軍、香港青年文學獎小說組亞軍，獲獎作品曾多次入選國中多元測驗題庫、國立大學研究所入學考試題目。

## 經歷
- 記者：曾任《嘉義印象》特派記者、中華電信《點台灣》旅遊記者、《遠見》、《商業週刊》特派記者。
- 講師：曾任各大專院校、國高中講師，國小～社區大學成人讀寫作文講師、4A創作聯盟執行顧問。
- 專欄作家：曾任《聯合報》、《自由時報》、NOWNEWS命理大街、【美人幫】、《獨家報導》、《雙河灣》、《驚悚一族》、《畫新聞》、《品愛情》、《udn聯合線上》、《citytalk城市通》、《LIFE 生活網》專欄
- 作家：已出版50本以上作品以及合集。
- 身心靈研究：星座、塔羅牌占卜研究10年以上、OH卡解讀、宇宙靈氣、國際NGH催眠師結業、國際芳療師結業。

## 媒體專訪
- 2005年11月《銘報》聯經出版社推出《虹色舞台》
- 2005年11月《雲報》專題人物
- 2005.12.04《聯合報》E4版/讀書人：夏霏多彩多姿的《虹色舞台》
- 2006.04.18《聯合報》udn作家部落格上線
- 2006.05.30《民視》夏霏新聞專訪
- 2006.08.20《聯合報》夏霏~部落格美女 炒人氣
- 2007.01.30《警廣》：夏霏專訪
- 2007.03.06《野葡萄雜誌》野葡萄會客室：夏霏〈書的價值在於閱讀者和書產生的情緒連結〉
- 2007.04.28 《教育廣播電台》雷洛-空中補給站 ：夏霏專訪
- 2007.12.24 「世新大學公關系學生」夏霏部落格分析
- 2008.07.30《TVBS》國民大會：鬼月禁忌對談（與司馬中原）
- 2008.09月號《財富人生》雜誌：無重力世代一定要熱血！
- 2008.09月 夏霏部落格入圍2008年度最佳藝術文化部落格
- 2008.10.19 「新竹實驗中學」：夏霏（作家職業訪談）
- 2009.01.23 「竹女校刊社」：用文字築夢的幻想家－夏霏
- 2009.06.28 出席對談：張盛舒《命帶桃花》（命理小說）新書座談會
- 2009.10.28 「醒吾技術學院」：天外「霏」來一筆─打造屬於你自己的偶像劇！
- 2010.02月《青春是一首唱不完的歌》與文化大傳畢展合作之劇情短片
- 2010.05.01 「文化大傳系學會」：與文化大傳畢展合作 夏霏回母校講座
- 2010.05.01 「南榮技術學院」：夏霏演講：戀愛女神的愛情學分
- 2010.05.15 「曾文農工文藝營」專刊
- 2010.07.05 《馬祖日報》：「輕鬆閱讀，樂活人生」知名作家-夏霏 馬祖文物館開講
- 2010年8月號 Career雜誌（第412期：比賽達人&獎金獵人專訪）
- 2010.09.19  夏霏「壹電視 Next TV」投稿達人訪談
- 2010.10.12 【中正E報】女神夏霏　與同學暢談兩性關係
- 2010.10.27 【樹人醫專】夏霏老師樹人醫專演講精彩報導
- 2010.11.24 【刊於幼獅文藝683期】夏霏--飛，我們文字的夢 - 欲風鏡
- 2011.02.26 【澎湖時報】作家夏霏到七美國中演講的報導（澎湖時報）
- 2012.03.11 【青年日報】專家夏霏講演「情緒管理」官兵學習正向思考
- 2011.05.01 【金甌女中】作家夏霏職業訪談
- 2011.05.20 【花蓮慈濟大學報導】夏霏演講「創作生活，創意人生」如何勇敢追求夢想？
- 2011.09.07 【元智大學電子報導】夏霏元智大學演講：「創作生活，創意人生」
- 2011.10.18 【暨大附中校刊】-『創作生活，創意人生──夏霏』
- 2011.10.25 【中央社電子報】夏霏中州科技大學演講：「創作生活，創意人生」
- 2011.10.25 【黎明高中圖書館報導】一場超 High 的語言饗宴～夏霏蒞校演講
- 2011.11.03 【財富人生200809月】夏霏：把自己當品牌經營
- 2012.1119 【成功大學】戀愛女神悄悄話 偷偷告訴你
- 2011.11.26 【天書在線 影音】作家培訓班－講師：夏霏
- 2011.12.14 【台科大 影音】夏霏演講：台科大-創作生活，夢想人生
- 2011.12.16 【1111人力銀行】暢銷作家夏霏：文字對我而言不是精神食糧，而是真正的糧食
- 2012.04.27 【明道大學】夏霏講演「開心談戀愛，理心談分手」
- 2012.05.01 夏霏收錄於《台灣文學年鑑》作品一覽
- 2012.05.10 【勤益科大】開啟閱讀饗宴‧無限暢游影海：夏霏「創意思考與情緒管理」校園專題講座
- 2012.05.27 夏霏受邀「沈春華WOMAN秀」錄影 (5/17晚上八點播出！)
- 2012.06.27 【媒體報導】重量級大師開講 不可錯過的藝文饗宴
- 2012.11.20 【媒體錄影】夏霏受邀「從台灣看全球」錄影 (11/03晚上八點播出！)
- 2012.12.23 【青年日報】夏霏演講- 兩性關係 互相尊重裨益工作
- 2013.02.10 【鹿鳴國中】作家夏霏蒞校演講 鹿鳴學子反應熱烈
- 2013.03.23 夏霏受邀「現在才知道」錄影 2/19(二) 32頻道晚上9點播出

## 獎項
- 1997年：青年世紀文學獎新詩組冠軍，
- 1999年：以「再生紙」榮獲台北公車捷運詩文獎，(本作品入選國中多元測驗題庫)
- 2006年：「喜菡文學獎」小說組冠軍、 香港「青年文學獎」小說組亞軍。
- 2008年：榮獲「倪匡科幻文學獎」、入圍「2008華文部落格」、「台中湖心亭百歲徵文」散文獎
- 2009年：「玉山文學獎」小說組冠軍、擔任北市部落格大賽評審
- 2010年：「2010年轉念徵文比賽」冠軍（夏霏學習催眠的歷程）
- 2011年：部落格大獎百傑入選
- 2012年：部落格大獎百傑入選、台中「詩情果意」新詩組亞軍與佳作、獲提名2013年全國十大傑出女青年獎

## 出版著作

### 小說
- 《夏霏絮語》上下冊
- 《虹色舞台》
- 《黑色微波》
- 《台客，愛老虎油》

### 電視小說
- 《米可，go》
- 《愛情魔髮師前傳》
- 《愛情經紀約前傳》
- 《天使情人》
- 《親親小爸》
- 《放羊的星星》
- 《櫻野3加1》
- 《仙魔戀》(遊戲橘子線上遊戲小說)
- 動畫電影《Project Orange》編劇群。
- 《幸福，第二樂章》影像小說
- 《一百個想你》與文化大傳畢展合作之劇情短片
- 《青春是一首唱不完的歌》與文化大傳畢展合作之劇情短片
- 《呼叫大明星》
- 《死神少女》
- 《飛行少年》
- 《飛越龍門客棧》
- 《我和我的十七歲》

### 星座
- 《星座辣福性感帶》
- 《桃花人氣全攻略》全4本
- 《令人戰慄的星座情人-水象星座的愛與恨》
- 《公主小妹－12星座公主特質養成書》

### 繪本
- 《怪ㄎㄚ告解室》
- 《一百個想你》
- 《夏霏情書繪本：我的可愛134公里》

### 兩性
- 《戀愛女神的悄悄話-男人不會對女人說的話》
- 《把哥聖經》
- 《戀人口是心非》

### 專欄
- 《獨家報導》
- 《雙河灣》
- 《驚悚一族》
- 《畫新聞》命理、兩性專欄
- 《品愛情》命理、兩性專欄
- 《udn聯合線上》命理專欄
- 《nownews命理大街》命理專欄
- 《citytalk城市通》命理專欄
- 《LIFE 生活網》專欄

### 簡體著作
- 《一百個想你》
- 《夏霏情書繪本：我的可愛134公里》
- 《黑色微波》

### 作品收入合集
- 《虛擬戀人》（新雨）
- 《笨小孩：倪匡科幻獎作品集（三）》
- 夏霏作品收錄於《台灣文學年鑑》作品一覽：http://www.wretch.cc/blog/fay88/11923861 （页面存档备份，存于）
- 《一定會幸福：聯副50個最動人的故事》

### 演講主題
- 01.閱讀創作：創作生活，創意人生(17歲存到一百萬稿費的經驗分享)
- 02.閱讀創作：創作生活，閱讀人生(教你把閱讀變有趣，靈感如何尋)
- 03.創意思考：創作生活，夢想人生(如何勇敢追求夢想：作家、演員、占卜師)
- 04.創意思考：打造你的偶像劇(偶像劇創作甘苦談，如何寫出一部偶像劇)
- 05.創意思考：打造你的部落格(暢談如何提升部落格的個人風格與創作技巧)
- 06.創意思考：超人氣部落格網路行銷術(暢談不需買關鍵字，也能達到關鍵字行銷的秘訣)
- 07.兩性關係：戀愛女神來解答，讓你愛情學分ALL PASS(告訴你兩性相處的奧秘)
- 08.兩性關係：親愛的，分手快樂！（分手的藝術，失戀如何療癒）
- 09.心靈成長：低潮OUT，憂鬱BYE BYE (低潮時如何度過)
- 10.心靈成長：星座占星初探（認識星座與星盤）
- 11.心靈成長：身心靈SPA-向未來預約幸福（迎向正面積極的人生觀，幸福其實很簡單）